# Gudrun Moberg
Gudrun Moberg, född Bentzen den 16 december 1911 i Gustav Vasa församling, Stockholm, död där den 22 juni 1974 i Sofia församling, var en svensk skådespelare och sångerska. 
Moberg är begravd på Boo kyrkogård.

## Filmografi
- 1937 – Klart till drabbning
- 1937 – Skicka hem nr. 7
- 1938 – Styrman Karlssons flammor
- 1940 – Vi tre
- 1942 – En trallande jänta
- 1944 – Excellensen
- 1944 – Gröna hissen
- 1944 – Lilla helgonet
- 1945 – Idel ädel adel
- 1946 – Begär

## Teater

### Roller
| År   | Roll    | Produktion                                              | Regi        | Teater                        |
| ---- | ------- | ------------------------------------------------------- | ----------- | ----------------------------- |
| 1940 | Lena    | Café Glada Änkan Ernst Berge                            | Sigge Fürst | Vanadislundens friluftsteater |
| 1942 | Elly    | Lille Napoleon Paul Sarauw                              | Max Hansen  | Vasateaterns turné            |
| 1943 | Corinne | Fröken Nitouche Hervé, Henri Meilhac och Albert Millaud | Max Hansen  | Vasateatern                   |

### Fotnoter
1. ↑  ”Gudrun Moberg”. Gravar.se. https://gravar.se/forsamling/boo-forsamling/boo-kyrkogard/c/gudrun-moberg-4fa87. Läst 26 januari 2023.
2. ↑  Jerome (9 juni 1940). ”Teater Musik Film: Vanadislunden: 'Café Glada Änkan'”. Dagens Nyheter:  s. 9. http://arkivet.dn.se/arkivet/tidning/1940-06-09/155/9. Läst 26 januari 2016.
3. ↑  Oscar Rydqvist (14 oktober 1942). ”Max Hansen i Gävle”. Dagens Nyheter:  s. 9. http://arkivet.dn.se/arkivet/tidning/1942-10-14/279/9. Läst 1 maj 2016.
4. ↑  ”'Fröken Nitouche' på Vasan”. Dagens Nyheter:  s. 5. 23 januari 1943. http://arkivet.dn.se/arkivet/tidning/1943-01-23/21/5. Läst 24 augusti 2015.